# مريم حسن
مريم حسن (1 مايو 1988 -) ممثلة لبنانية .

## حياتها
انتقلت للعيش في مصر لتحقيق هدفها بدخول التمثيل، وبدأت من خلال فيلم 45 يوم مع المخرج أحمد يسري، ومن ثم توالت أعمالها. خاضت أولى بطولاتها المطلقة في فيلم (ولد وبنت) والذي عرض عام 2010. اتجهت للدراما التليفزيونية وقدمت عدد كبير من الأعمال الهامة منها (الشوارع الخلفية، الهروب، 9 جامعة الدول، بدون ذكر أسماء). 

## أعمالها

### الأفلام
- 678 2010
- ولد و بنت 2010
- عصافير النيل 2010
- 45 يوم
- نص جوازة 2018

### المسلسلات
- نصيبي وقسمتك (3)
- حكاية العودة إلى سجن 2018
- نصيبي وقسمتك (2)
- حكاية جدول الضرب 2018
- أريد رجلًا 2015
- بدون ذكر أسماء 2013
- 9 جامعة الدول 2012
- الهروب 2012
- الشوارع الخلفية 2011

## روابط خارجية
- مريم حسن على موقع الدهليز
- مريم حسن على موقع قاعدة بيانات الأفلام العربية